# アレチハナガサ
アレチハナガサ（荒地花笠、学名: Verbena brasiliensis）は、クマツヅラ科クマツヅラ属に分類される、草丈1-2mほどの多年草の一種。南アメリカ原産で、日本では帰化植物のひとつ。河川敷や道端に生育する。

## 形態・生態
多年生の草本。草丈は1 - 2メートル (m) 。茎は著しくざらつき、断面は四角形である。葉は緑色で、葉縁に大小不揃いな鋸歯がある。葉の上面は細かな葉脈が凹み、粗い毛があってざらつく。
花期は夏。花期は一般には8 - 9月頃とされるが、環境条件によって4月から12月までばらつきがある。淡紫色の花を咲かせ、径は2 - 3ミリメートル (mm) 、花冠筒は萼のほぼ2倍の長さがあり、雄蕊と雌蕊は短くて筒内に隠れている。萼は先が5裂し、裂片は披針形、萼の基部に包葉が1枚つく。果期に長さ1 - 5 cmの円柱状の果穂になる。果実（分果）は長さ1.2 mmで、背面は褐色、腹部は白色で、背面に隆起線がある。
近縁のヤナギハナガサ（Verbena bonariensis）に似るが、花筒と萼片の形は特に重要で、アレチハナガサは花筒部が短いため萼からあまりつき出ず花色が淡い。

## 分布・生育地
南アメリカを原産地とする。
日本では、1957年頃から福岡県や神奈川県での定着が確認されており、その後も岡山・三重・静岡などでも見つかり、主に港湾に近い土地に雑草化している。現在では本州（東北地方北部を除く）・四国・九州に帰化している。日本の広い地域で分布が拡大しており、1996年以降の調査では全国の123河川のうち74河川で生育が確認されている。セイタカアワダチソウやシナダレスズメガヤといった他の外来植物とともに、河川の在来種の植物の生育を妨げるなど植物相に大きな悪影響を与える恐れがあり、問題視されている。一方で、外来生物法による特定外来生物もしくは要注意外来生物の指定はされていない。